# Unbiunio
El unbiunio es el nombre provisional de un hipotético elemento químico aún no sintetizado, que significa uno-dos-uno y cuyo símbolo provisional es Ubu, y su número atómico, 121. Correspondería al nuevo grupo de superactínidos.
Sería el primer elemento cuya configuración electrónica en el estado estacionario contiene un electrón en la órbita g, por lo que sería el primer elemento del bloque g.
En la tabla periódica ampliada pertenece a los Transactínidos (en la tabla periódica normal no se muestra).

## Propiedades
- Número másico: Desconocido
- Grupo: 3B
- Período: 8
- Clasificación: Elemento de Transición
- Estado: Presuntamente sólido
- Protones: 121
- Electrones: 121
- Neutrones: 199
- Estructura Electrónica: 2-8-18-32-33-18-8-2

## Nombre
El nombre Unbiunio es sistemático, utilizado como un marcador de posición hasta que sea confirmado por otros investigadores y se decida un nombre. Generalmente, el nombre sugerido por el responsable de su descubrimiento es el elegido.